# شراین ادیتوریوم
شراین ادیتوریوم (انگلیسی: Shrine Auditorium) بزرگترین سالن برگزاری کنسرت در لس آنجلس، کالیفرنیا است.
این سالن که در سال ۱۹۲۶ تاسیس شده دارای ۶۳۰۰ نفر ظرفیت است.
این سالن محل برگزاری جوایز اسکار نیز بوده است. 
از مهم‌ترین کنسرت‌های خوانندگان ایرانی در این سالن می‌توان به کنسرت رامش در سپتامبر ۱۹۹۶ و کنسرت ابی در نوامبر ۱۹۹۷ اشاره کرد.

## نگارخانه

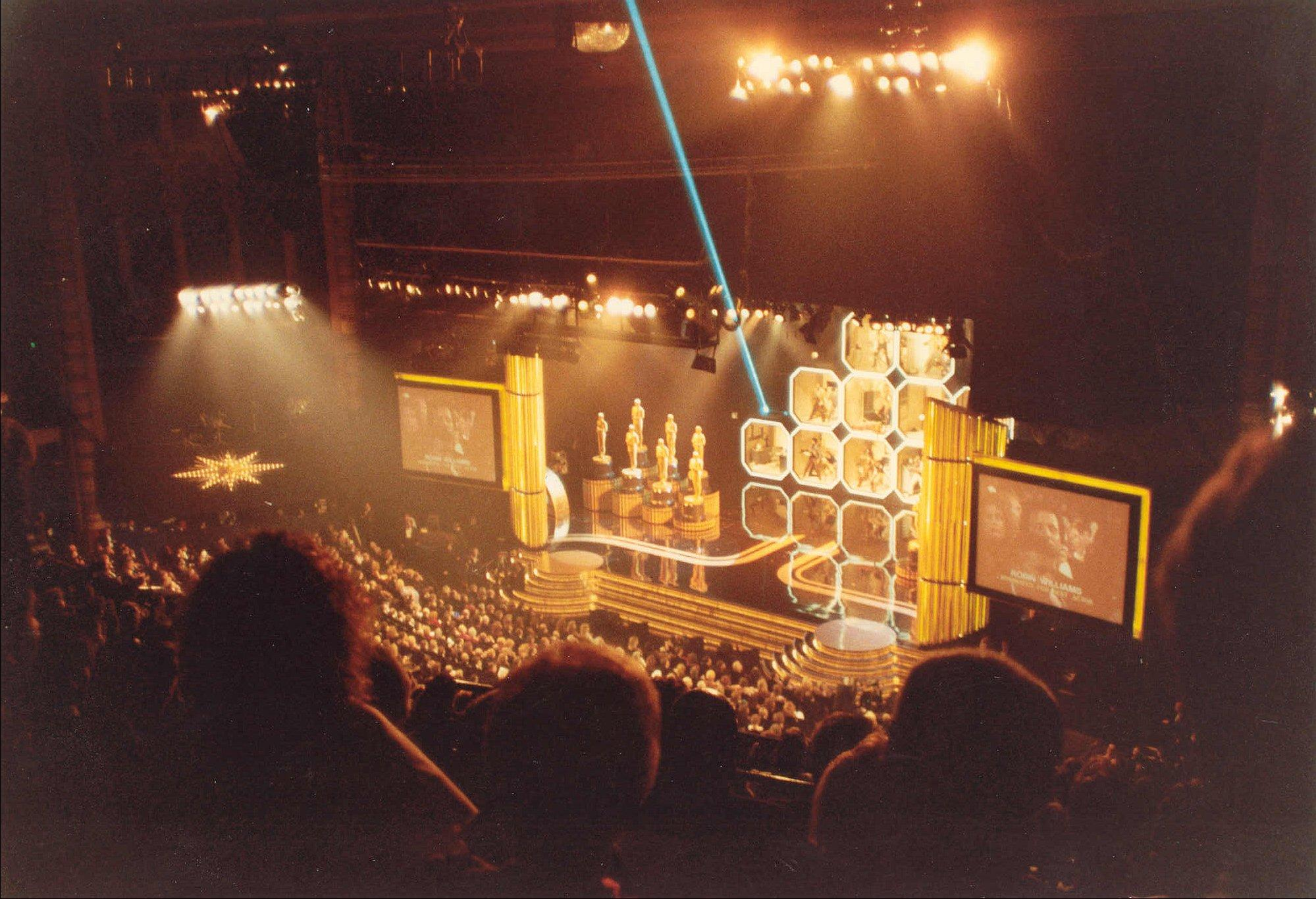
۱۹۸۸
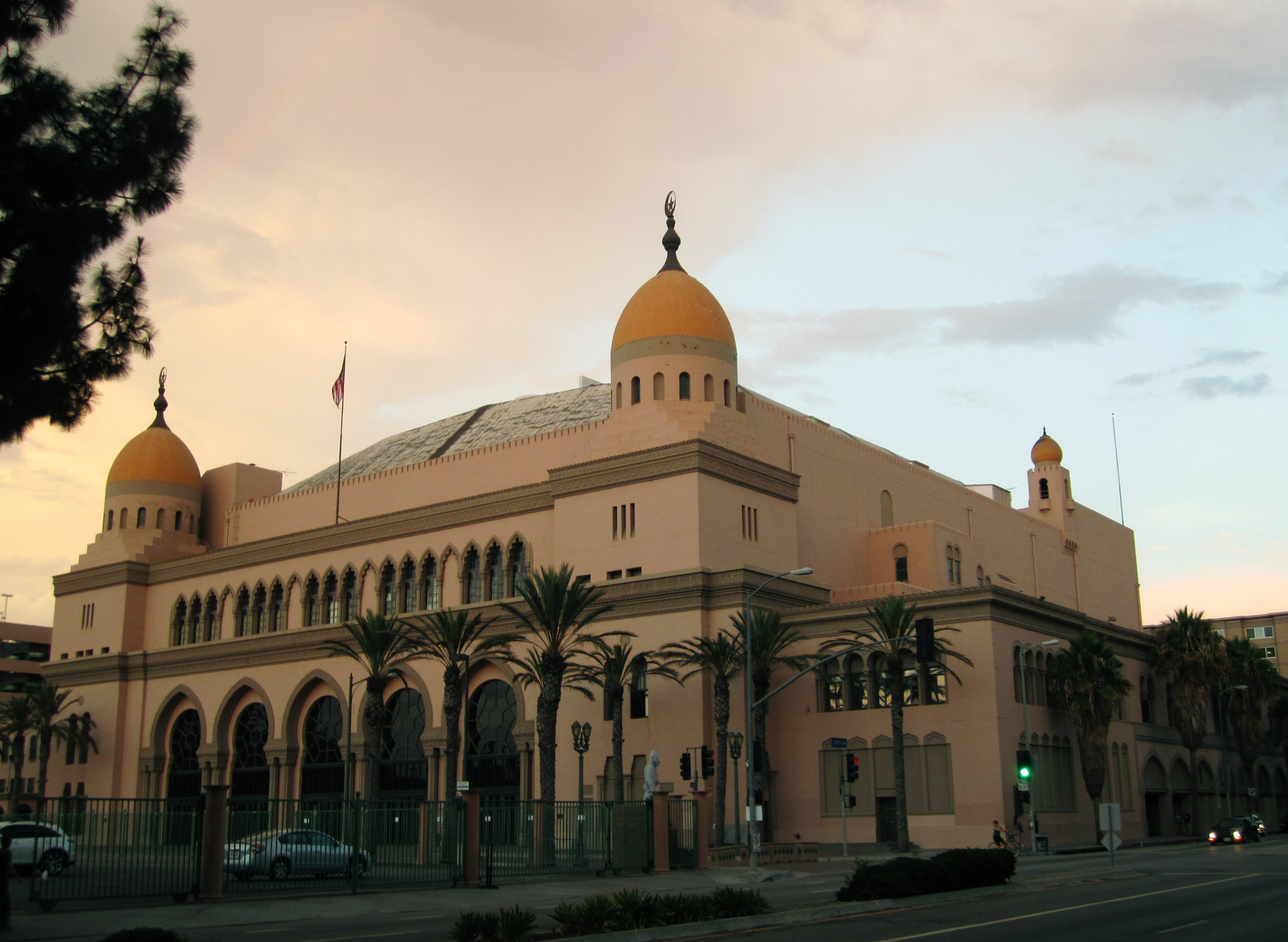
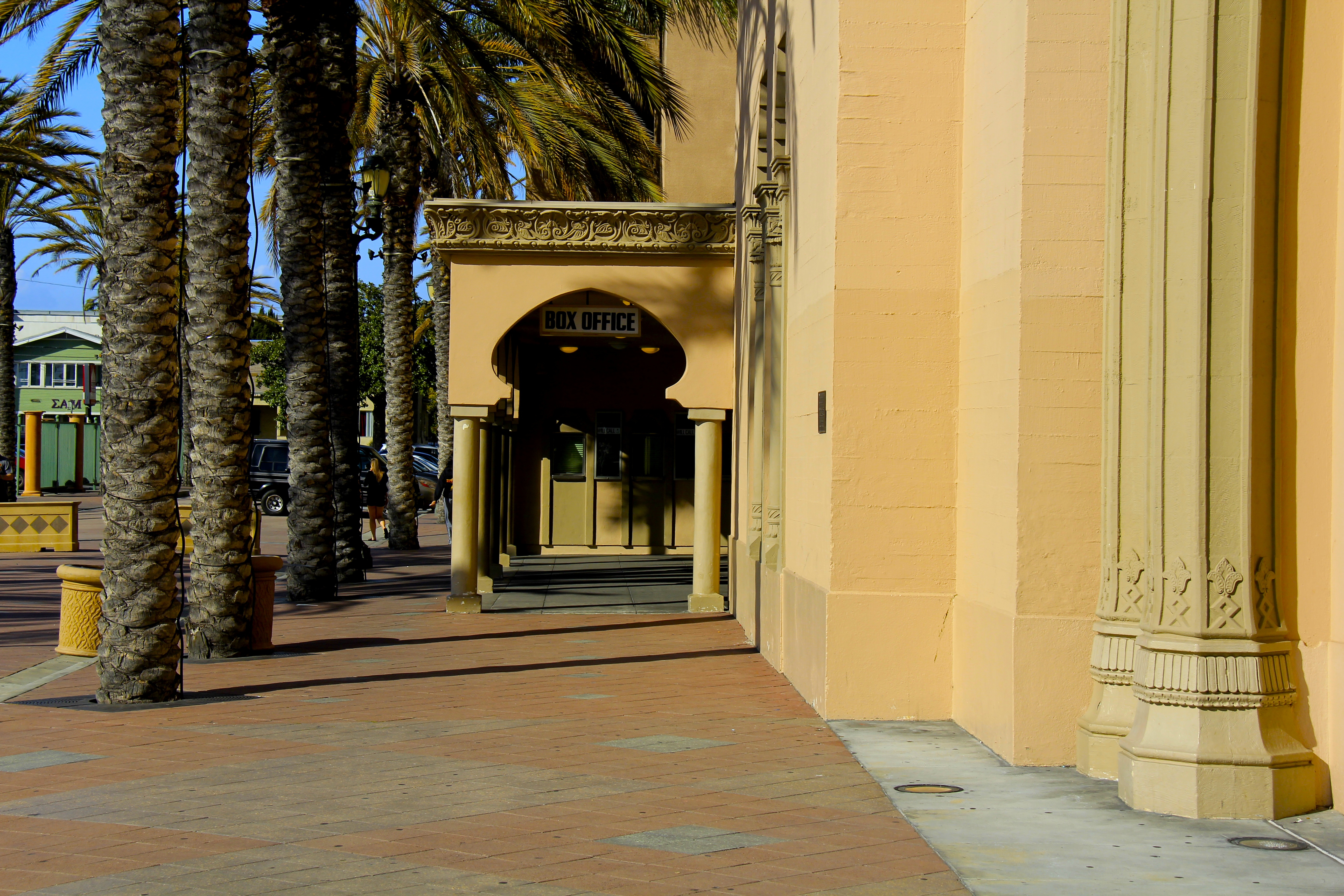
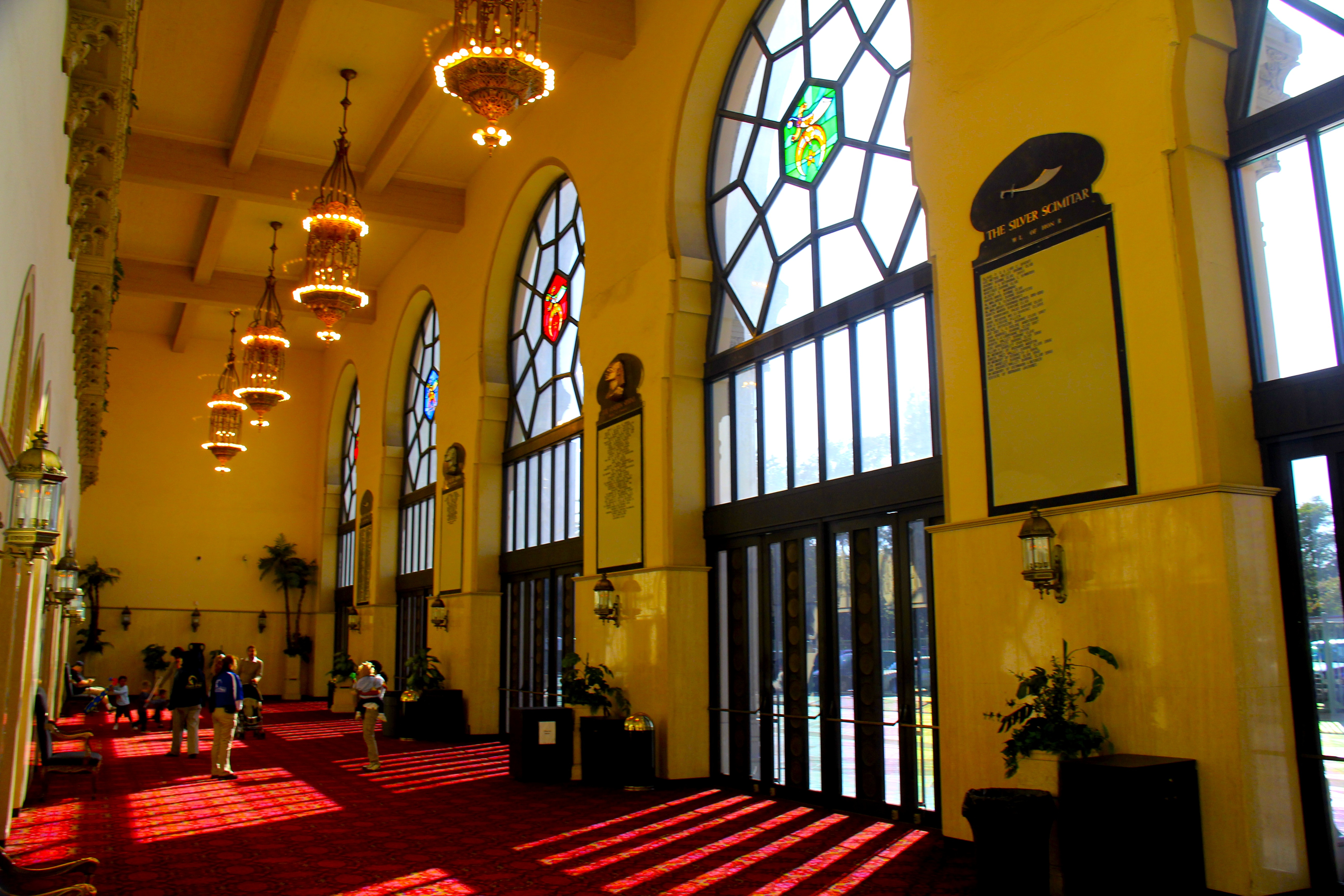